# قرار مجلس الأمن التابع للأمم المتحدة رقم 2511
قرار مجلس الأمن التابع للأمم المتحدة رقم 2511، المعتمد في 25 فبراير 2020. مددد المجلس ولاية عمل فريق الخبراء في اليمن حتى تاريخ 28 مارس 2021. وامتنعت كل من روسيا والصين عن التصويت.